# Рухадзе, Давид Николаевич
Давид Николаевич Рухадзе (груз. დავით ნიკოლოზის ძე რუხაძე; 6 марта 1963) — советский и грузинский футболист, защитник.

## Игровая карьера
Начинал футбольную карьеру в команде Второй лиги «Мешахте» (Ткибули).
В 1985—1989 годах был игроком «Локомотива» (Самтредиа). По итогам сезона 1987 команда заняла первое место во Второй лиге (9 зона). В 1989 году перешёл в «Колхети» (Хоби). Всего за эту команду провёл 103 матча в чемпионатах СССР и Грузии. С 1992 по 1993 год играл за «Торпедо» (Кутаиси) и «Магароели» (Чиатура).
Во второй половине сезона 1993/94 сыграл 9 матчей за черниговскую «Десну» в Первой лиге чемпионата Украины. В 1994 году вернулся в Грузию, где играл за клубы «Гурия» (Ланчхути), «Сиони» (Болниси) и «Торпедо». В 1996 и 1997 годах выступал в Первой лиге чемпионата России за «Звезду» (Иркутск) и «Уралмаш» (Екатеринбург).
С 1998 по 2010 год работал тренером в детской школе «Динамо» (Кутаиси), затем с командами «Имерети» и «Мешахте». В декабре 2016 года возглавил федерацию футбола Имеретии.

## Достижения
«Локомотив» (Самтредиа)
- Победитель Второй лиги СССР (1): 1987 (9 зона).